# Loma del Carmen, Tierra Blanca
Loma del Carmen är en ort i Mexiko.   Den ligger i kommunen Tierra Blanca och delstaten Veracruz, i den sydöstra delen av landet, 300 km öster om huvudstaden Mexico City. Loma del Carmen ligger 32 meter över havet och antalet invånare är 136.
Terrängen runt Loma del Carmen är platt, och sluttar österut. Runt Loma del Carmen är det ganska tätbefolkat, med 65 invånare per kvadratkilometer. Trakten runt Loma del Carmen består till största delen av jordbruksmark.